# Friedrich Wilhelm Hubrich

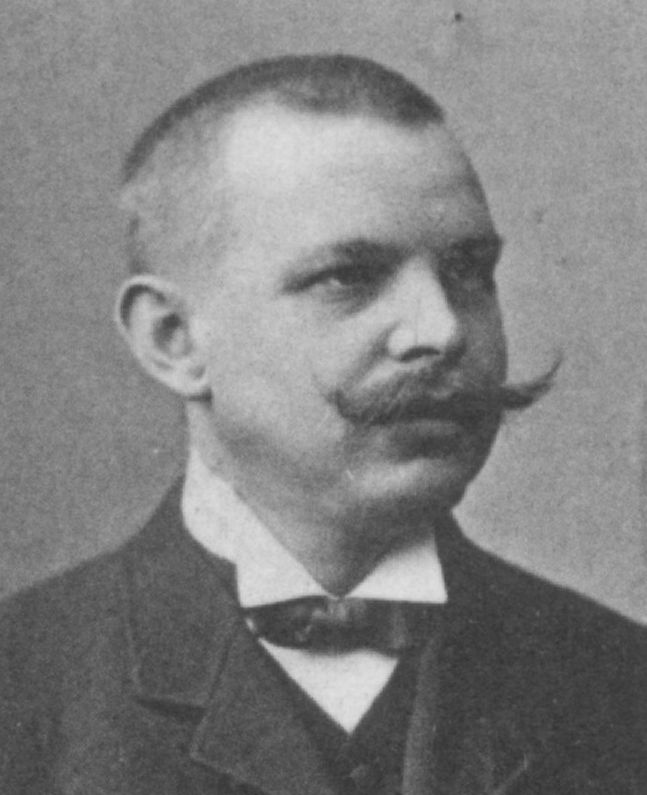
Friedrich Wilhelm Hubrich als Reichstagsabgeordneter 1912

Friedrich Wilhelm Louis Hubrich (* 19. September 1867 in Hohenleipisch; † 23. Januar 1925 in Berlin) war Postbeamter und Mitglied des Deutschen Reichstags.

## Leben
Hubrich besuchte von 1872 bis 1880 die Volksschule in Hohenleipisch, 1880/81 die Seminarübungsschule in Elsterwerda, genoss daneben von 1875 bis 1883 Privatunterricht und hörte Vorlesungen an der Humboldt-Akademie. 1883 trat er in den mittleren Postdienst ein, wurde 1887 Postassistent und schied 1894 aus dem Postdienst aus. Von 1894 bis 1908 war er Redakteur der Deutschen Postzeitung, seit 1908 Generalsekretär des Verbandes mittlerer Reichs-Post und Telegraphen-Beamten und seit 1898 Ehrenmitglied dieses Verbandes. Er war Verfasser zahlreicher Aufsätze in der Beamtenfachpresse.
Von 1912 bis 1918 war er Mitglied des Deutschen Reichstags für den Wahlkreis Regierungsbezirk Potsdam 5 (Oberbarnim) und die Fortschrittliche Volkspartei.